# Twin Peaks: Ogenj hodi z menoj
Twin Peaks: Ogenj hodi z menoj (v izvirniku angleško Twin Peaks: Fire Walk with Me) je film režiserja in scenarista Davida Lyncha iz leta 1992 in služi kot predzgodba kultne nadaljevanke Twin Peaks. Film je doživel premiero na filmskem festivalu v Cannesu leta 1992 in bil deležen mnogih negativnih kritik na račun zmedene strukture zgodbe, pretirano mračnega vzdušja in pomanjkanja humorja. Film je bil finančno prav tako neuspešen z izjemo Japonske, kjer je postal velik hit. David Lynch je imel v načrtu posneti serijo filmov o Twin Peaksu, vendar je zaradi slabega odziva kritikov in občinstva ter finančnega neuspeha ta načrt kmalu opustil. Film prikazuje dogodke pred začetkom nadaljevanke in se osredotoči na ozadje preiskave skrivnostnega umora Terese Banks ter zadnje dneve srednješolke Laure Palmer iz podeželskega mesteca Twin Peaks, ki so vodili do njene prezgodnje smrti.

## Zgodba
Film se začne s skrivnostnim umorom Terese Banks (Pamela Gidley), katerega preiskujeta agenta FBI Chester Desmond (Chris Isaak) in Sam Stanley (Kiefer Sutherland). Med preiskavo agenta naletita na sovražen odnos meščanov in lokalne oblasti, odkrijeta pa tudi nekaj sledi, ki bi lahko pomagale razrešiti umor, vendar na koncu dvojica zatava v slepo ulico. Sam Stanley naposled zapusti Deer Meadow s truplom Terese Banks, medtem ko Desmond ostane v mestecu, saj sluti, da ni pregledal vseh sledi. Kmalu zatem Desmond odkrije nenavaden prsta pod prikolico, v kateri je prebivala Teresa in izgine neznano kam. Naslednji dan se na uradu FBI v Philadelphiji pripeti nenavaden dogodek; agent Dale Cooper (Kyle MacLachlan) svojemu nadrejenemu (David Lynch) zaupa podrobnosti bizarnih sanj, medtem pa se v pisarni iznenada pojavi že dolgo pogrešani agent Phillip Jeffries (David Bowie) in po nekaj trenutkih ponovno izgine. Ker je agent Desmond razglašen za pogrešanega, se Dale Cooper odpravi v Deer Meadows, da bi raziskal ozadje agentovega izginotja, vendar ga redke sledi pripeljejo v slepo ulico. Umor Terese Banks in izginotje agenta Desmonda ostaneta nerazrešena, Cooper pa je prepričan, da bo Teresin morilec kmalu ponovno udaril. 
Film se nato prestavi za eno leto naprej v mestece Twin Peaks, kjer spremljamo zadnji teden v življenju dijakinje Laure Palmer (Sheryl Lee). Čeprav v mestecu velja za popolno dekle, je njeno življenje zaznamovano z odvisnostjo od kokaina, nenavadnim ljubezenskim trikotnikom med njenim temperamentim fantom Bobbyjem (Dana Ashbrook) in molčečim ljubimcem Jamesom (James Marshall) ter prostitucijo, s katero skuša zaslužiti dovolj denarja za droge. Povrhu tega ima še težaven odnos s svojim shizofrenim očetom Lelandom (Ray Wise) in skrivnostnim "bitjem" po imenu BOB, ki nekega dne vdre v njeno spalnico in strga nekaj strani iz njenega skrivnega dnevnika. S tem dejanjem se začne Laurin boj z BOBom, ki pa je že vnaprej obsojen na propad. Ko Laura ugotovi, da bi lahko BOB v resnici bil njen oče, je dekle že na robu popolnega živčnega zloma. Tekom filma je razodeto, da je Leland morilec Terese Banks, saj je z njo v preteklosti imel razmerjem, ker pa je Teresa prijateljevala z Lauro, je ta nemudoma ugotovila Lelandovo pravo identiteo in ga začela izsiljevati za denar. Leland je v jezi umoril Tereso, na usodno noč Laurine smrti pa vdre v odmaknjeno gozdno kočo, kjer se Laura skupaj s svojo prijateljico Ronnete in preprodajalci mamil prepušča drogiraju in orgijam, ter ugrabi obe dekleti in ju odpelje do zapuščenega železniškega vagona, kjer Laura spozna, da je Leland res BOB in da ji ta ponuja življenje pod pogojem, da prevzame njeno telo. Laura se namesto tega žrtvuje in BOB / Leland jo umori. 
Film se zaključi s prizorom Laurinega trupla, zavitega v plastiko, ki plava proti obali, kjer jo bodo naslednje jutro našli, medtem pa vidimo Lauro v sanjski rdeči sobi z agentom Cooperjem, ki postane njen angel varuh.

## Slog in teme
David Lynch je potrdil snemanje filma na temo Twin Peaksa še pred uradnim zaključkom 2. sezone nadaljevanke, ki se je tudi končala z njeno ukinitvijo. Namesto splošno pričakovanega vtisa, da bo posnel klasično nadaljevanje, ki bo odgovorilo na mnoga nerazrešena vprašanja iz nadaljevanke, se je Lynch odločil posneti predzgodbo k seriji oz. prikazati zadnje dneve življenja slovitega lika Laure Palmer, ki je bila v nadaljevanki prisotna zgolj skozi spomine posameznih junakov ali kot truplo, zavito v plastiko. Četudi film popisuje dogodke pred začetkom serije, ga je mogoče razumeti tudi kot nadaljevanje zgodbe na koncu 2. sezone, saj med drugim namigne, da je agent Cooper po izteku zadnje epizode še vedno ujet med paralelnimi svetovi. V nasprotju s pričakovanji pa film ni obrazložil vseh skrivnosti serije, saj je imel Lynch v mislih posneti serijo filmov, ki bi postopoma zakrpali luknje v zgodbi, a zaradi slabega odziva gledalec in kritikov se to ni zgodilo. 
Četudi je film poln nadnaravnih elementov in preskakovanj med resničnostjo in sanjami, je v prvi vrsti boleča zgodba o trpljenju žrtve incesta (Laura Palmer je od 12. leta naprej večkrat zlorabljena s strani svojega očeta) in presenetljivo tudi trpljenju "rablja" v podobi Lelanda Palmerja, ki se tako kot njegova hčerka spopada z notranjimi demoni in se lahko na določeni ravni identificira z njeno bolečino, glede na to, da je serija večkrat namignila, da je bil tudi on v mladosti žrtev zlorabe. 

## Snemanje
Snemanje filma je bilo pospremljeno z mnogimi nepričakovanimi zapleti. Kyle MacLachlan (Dale Cooper) je sprva zavrnil vlogo v filmu zaradi strahu, da ga ljudje ne bi prepoznali več kot igralca, ampak zgolj kot agenta FBI iz nadaljevanke, vendar ga je David Lynch prepričal pod igralčevim pogojem, da je njegova vloga bistveno manjša kot prvotno. Tako sta nastala lika Chrisa Isaaka in Kieferja Sutherlanda, ki preiskujeta umor Terese Banks (prvotno je bilo mišljeno, da bo umor reševal Cooper). Kyle MacLachlan je vse svoje prizore posnel v petih dneh, v filmu pa se agent Cooper pojavil zgolj za nekaj minut.
Prvotna dolžina filma je bila skoraj pet ur, ki jih je bil Lynch prisiljen skrajšati na bolj "normalno" dolžino 135. minut. Posledica tega je bila, da je večina prizorov, v katerih nastopajo liki iz nadaljevanke, iz filma izrezanih, pojavijo pa se tudi nekatere nelogičnosti med prizori (primer; agent Desmond v enem od prizorov zaslišuje lastnika prikoličarskega naselja, če mu lahko pokaže prikolico šerifovega namestnika, saj se v enem od izrezanih prizorov Desmond spusti v besedni dvoboj z namestnikom, katerega sumi, da je umoril Tereso Banks - tako sam prizor, ki se je ohranil v filmu, ne nosi nobenega smisla.) 

## Vloge
- Sherly Lee kot Laura Palmer
- Ray Wise kot Leland Palmer
- Moira Kelly kot Donna Heyward
- Kyle MacLachlan kot agent Dale Cooper
- Mädchen Amick kot Shelly Johnshon
- Dana Ashbrook kot Bobby Briggs
- James Marshall kot James Hurley
- David Bowie kot Phillip Jeffries
- Pamela Gidley kot Teresa Banks
- Chris Isaak kot agent Chester Desmond
- Kiefer Sutherland kot agent Sam Stanley
- David Lynch kot agent Gordon Cole
- Migguel Ferrer kot agent Albert Rosenfield
- Eric Da Re kot Leo Johnson